# میسی سیموندز
میسی سیموندز (انگلیسی: Maisie Symonds؛ زادهٔ ۲ فوریهٔ ۲۰۰۳) بازیکن فوتبال اهل انگلستان است که در پست هافبک برای باشگاه برایتون اند هوو آلبیون در سوپر لیگ زنان انگلستان بازی می‌کند.
وی در تیم‌های ملی فوتبال زیر ۱۷ سال زنان انگلستان, زیر ۱۹ سال زنان انگلستان، و زیر ۲۳ سال زنان انگلستان بازی کرده است.